# Lê Văn Tất (nhà thơ)
Lê Văn Tất (1917 – 1983) là một nhà thơ Việt Nam thời tiền chiến. Ông được biết đến qua một số tác phẩm thơ ca với bút danh Thần Liên, đồng thời cũng là bạn thân của Hàn Mặc Tử. Về sau, ông thành lập "Bạch Hoa Viên" tại Châu Đốc để sáng tác thơ ca, viết văn ca ngợi đạo Bửu Sơn Kỳ Hương. Vì ông bị tai nạn vào năm 1955, nên nhiều văn nghệ sĩ gọi ông là "Nhà thơ tàn phế miền Hậu Giang".

## Tiểu sử và sự nghiệp
Lê Văn Tất sinh năm 1917,  tại quận Tân Châu, tỉnh Châu Đốc trong một gia đình nhà nho có 8 anh chị em, cha là Lê Văn Diệu, mẹ là Đặng Thị Huê. Ông đã bắt đầu viết thơ từ năm 16 tuổi, với bút danh Thần Liên, có nghĩa là "sen mai". Đây cũng là đạo hiệu của ông. Năm 1939, ông phụ trách chuyên mục "Vườn Thơ" cho báo Tân Tiến, đồng thời sử dụng thêm bút hiệu Nhất Chi Mai để viết thơ trữ tình. Năm 1941, ông bị chính quyền Pháp bắt giam vì bài thơ "Cái võng bố". Sau đó, ông sang Campuchia và Thái Lan. Năm 1945, ông vào chiến khu tham gia kháng chiến, nhưng năm 1948 ông rời bỏ và làm thư ký cho Tòa Đô chánh Sài Gòn.
Năm 1955, ông gặp một tai nạn xe hơi, làm cho ông bị liệt và gãy xương sống, chỉ còn cử động được đầu và tay. Vì vậy, ông được các văn nghệ sĩ thời điểm ấy đặt biệt danh "nhà thơ tàn phế miền Hậu Giang". Tuy nhiên, trong thời gian này, ông vẫn viết thơ gửi lên cho các báo và vẫn xuất bản những tập thơ. Ngoài ra, ông còn cho thành lập thi đàn Sơn Hải Nguyệt Phong Vân và Bạch Hoa Viên trên núi Sam, mở lớp dạy thơ hàm thụ và thành lập nhà xuất bản tên Phong Vân thư cuộc.  Năm 1961, ông có đem 80 bức tranh đến triển lãm tại chùa Xá Lợi, Sài Gòn. Trên tờ Văn Đàn Tuần Báo, số 14, được phát hành vào đầu năm 1963, ông được phỏng vấn. Thời gian này, các bằng hữu của ông đã thành lập nhóm Liên Hoa và đã xuất bản tập thơ "Bóng người xưa" vào năm 1961. Từ năm 1957 đến năm 1960, ông đã hoàn thành gần 20 tập thơ và 10 tập văn xuôi, bao gồm truyện, ký và biên khảo.
Năm 1965, có thời gian, ông đăng thông cáo trên các báo chí rằng ông đã qua đời, vì bị ám ảnh bởi cái chết. Tuy nhiên, trên thực tế, ông vẫn còn sống cho đến năm 1983, cùng vợ mở quán cà phê trên đường Phan Văn Vàng tại Châu Đốc để kiếm sống. Những lá thư tiễn ông đã được ông đóng lại thành một tập làm kỷ niệm. Về sau, ông đi tu và viết thơ ca ngợi đạo Bửu Sơn Kỳ Hương, với bút hiệu Ngọa Long Châu.
Ông mất năm 1983 tại Châu Đốc.
Ông có 8 người con, trong đó con trai cả là Lê Tùng Vân, người sau này thành lập tịnh thất Bồng Lai.

## Tác phẩm

### Tập thơ
- Tiếng lòng (1957)
- Mơ bóng mẹ hiền (1958)
- Dừng chân
- Bến Ngân Hà (1959)[15]
- Thần Liên thi tập (16 quyển, 1960)
- Em đốt lá rừng (1962)
- Sương gió biên thùy (1964)

### Văn xuôi
- Sự tích miễu Bà núi Sam (1958)[16]
- Sự tích lăng Ông núi Sam
- Sự tích chùa Tây An[17]
- Pháp môn hành đạo của Đức Phật Thầy (1962)
- Cảm nghĩ của người tàn phế làm thơ (1964)
- Phong Vân thi thoại (1971)[a][18]

### Thơ lẻ
- Chờ nhau! Hàn Mặc Tử ơi!
- Khóc Nhất Linh (1963)[19]